# 2849 Sklovszkij
A 2849 Sklovszkij (ideiglenes jelöléssel 1976 GN3) a Naprendszer kisbolygóövében található aszteroida. Nyikolaj Sztyepanovics Csernih fedezte fel 1976. április 1-én.